# Plaça Nova (Santa Maria del Camí)
La Plaça Nova de Santa Maria del Camí està situada al lloc de ses Quarterades i és l'indret on s'hi ubica el mercat dels diumenges.

## Història
La plaça es va iniciar l'any 1936 en plena Guerra Civil espanyola promoguda pel batle Joan Bestard i Mas. La idea era fer una gran plaça que substituís la plaça dela vila que quedava petita i estreta en ocasions de festes o per la fira. El lloc on es va ubicar era una plana baixa, amb tendència a la inundació (d'aquí el nom de carrer de sa Bassa). Es van expropiar diverses propietats, que es van enderrocar, i l'arquitecte Josep d'Oleza i Frates realitzà uns plànols per ordenar la plaça en zones i ampliant fins a 6 metres l'antic passeig durant la dècada de 1930 i la dècada de 1940.
En la postguerra també s'hi va intentar fer una granja de pollastres. Amb el pas a celebrar allà el mercat i la fira, en els anys 70, la plaça va agafar una nova dimensió. La darrera reforma va ser a finals de la dècada de 1990.

## El mercat dels diumenges
El mercat que s'hi du a terme els diumenges és un dels més importants de Mallorca, per extensió, varietat de productes i quantitat de compradors i visitants. Destaca la venda directa de molts de productors, sobre tot de producte ecològic, la venda d'articles d'art i artesania local, l'espai dedicat a fomentar l'economia de proximitat amb venda d'articles i productes de segona mà, restauració i treballs manuals. Cada diumenge, de 7 a 14 h, hivern i estiu, es du a terme aquest mercat tradicional, que compta amb més de 500 llocs de venda. Després de la detecció de 54 casos de la pandèmia de COVID-19 al poble, es va tancar durant dues setmanes en agost de 2020.

## El mercat ecològic
Dins del mercat municipal hi trobam el Mercat Ecològic. Actualment té uns 15 punts de venda que ofereixen fruita, verdures i hortalisses així com altres productes de producció ecològica com pa, vi, confitures, formatges, etc. Tots els venedors ofereixen el seu propi producte i sempre amb certificació ecològica. L'aposta que va fer el mercat de Santa Maria amb la creació d'aquest espai va suposar un bon impuls per a la producció ecològica de la zona.